# Arenotrocha lanzarotensis
Arenotrocha lanzarotensis är en ringmaskart som beskrevs av Alberto Brito och Nunez 2003. Arenotrocha lanzarotensis ingår i släktet Arenotrocha och familjen Dorvilleidae. Inga underarter finns listade i Catalogue of Life.